# Луковкин, Амвросий Гавриилович
Амвросий (Абросим) Гавриилович Луковкин (род. ок. 1730 — ум. не ранее 1790[страница не указана 1487 дней]) — военачальник Донского казачьего Войска, генерал от кавалерии Русской императорской армии, участник крупного военного конфликта XVIII века и сражений на полях Семилетней войны; непременный судья Войска Донского.

## Биография
Из донских казаков. Один из широко известных и авторитетных для своего времени старшин Войска Донского.
Поступил в службу в донской казачий полк в 1741 году. Принимал участие в Семилетней войне, во время которой прославился командуя полком своего имени. Так в июне 1759 года его казачий полк за 8 дней прошёл опустошительным победным маршем через всю Силезию, опрокинув и разгромив знаменитый лейб-гвардии полк королевы Виктории Прусской. Отдельно отличился в сражении при Кунерсдорфе 12 августа 1759 года.
В 1767—1768 годы — в чине походного атамана нёс службу на неспокойной Царицынской сторожевой линии.
В 1772 году усмирял очередной мятеж в казачьей станице Трёхостровской. Отличился в период подавления Пугачёвского бунта, в августе 1774 года командовал казачьими формированиями при отражении нападения вооружённых бунтовщиков на казачьи селения, расположенных по реке Медведице:
— в своём донесении, походный атаман полковник Луковкин, в частности, писал:
Злодеев до 200 побито всмерть и потонуло в Медведице, да живых и раненых в плен взято немалое число… полковник же их, рассыпавшись с малым числом сволочей, через оную реку Медведицу бежал в леса <…> 19 августа у станицы Малодельской не менее 500 разгромлено отрядом Кульбакова
В 1777 году, в основанной им слободе на реке Крынке — Луковкиной Крынской, Амвросий Луковкин на свои средства построил деревянную церковь во имя святого Николая Чудотворца; позднее к ней пристроен придел во имя святого Амвросия, епископа Медиоланского, освящённый 9 сентября 1789 года.
Произведён в чин бригадира от армии 24 ноября 1784 года, генерал-майорa 5 февраля 1790 года.

## Семья
Женат был на дочери атамана Иловайского, по-видимому, на сестре донского атамана Алексея Иловайского.
- Сын: Гавриил Амвросиевич Луковкин (1772—1849) — генерал-майор Войска Донского, герой Отечественной войны[8]. Причислен к Российскому дворянству[9].

## Память
- 1775 год — основана слобода Нагольная Луковкина (на реке Нагольной); позволение заселить её дано Амвросию Луковкину правительством Войска Донского за отличие в подавлении Пугачёвского бунта. По неизвестной причине, позднее слобода была переименована, в документах конца XIX — начала XX века значится слобода Нагольно-Тарасовская[10]. Ныне пгт Нагольно-Тарасовка Ровеньковского городского совета Луганской области Украины, с 2014 года де факто контролируется ЛНР.
- 1777 год — основана слобода Луковкина Крынская (на реке Крынке, выше Шишовых гор); позволение заселить её дано правительством Войска Донского за особые воинские заслуги. Слобода Луковкина Крынская упоминается в документах с 1786 по 1859 года, затем значится иначе (по имени): слобода Амвросиевка, а также Амвросиевка-Крынская. В 1926 году переименовано — село Благодатное, от названия местной сельской общины возникшей в 1861 году[11].
- 1869 год — основана Амвросиевка, станционный посёлок Курско-Харьковско-Азовской железной дороги. Такое название станции и посёлку дано в связи с существующим поблизости населённым пунктом — Амвросиевка, позднее, в 1926 году переименованного в село Благодатное. Ныне город Амвросиевка, административный центр Амвросиевского района Донецкой области, с 2014 года в составе ДНР. Таким образом, имя генерала Луковкина — Амвросий, увековечено в географии региона[12].